# Пегамагабо, Фрэнсис
Фрэнсис Пегамагабо (англ. Francis Pegahmagabow) — канадский военный и политический деятель. Самый результативный снайпер Первой мировой войны. На его счету 378 убитых и 300 захваченных в плен. Первый индеец в истории Канадских Вооруженных сил, награждённый за отвагу, проявленную в бою. Активист и лидер некоторых индейских организаций.

## Биография
Родился 9 марта 1891 года, в месте, сейчас известном как поселение Шаванага, в округе Парри-Саунд (провинция Онтарио). Оба родителя были индейцами из племени оджибве, жившими севернее залива Георгия, в северной части Великих озёр. Отец Фрэнсиса — Майкл, скончался от неизвестного заболевания в апреле 1891 года, тогда его мать — Мэри Контин вернулась в свое родное поселение в Онтарио, в это же время у нее обнаружили схожую болезнь. Фрэнсис вырос в Шаванаге, обучаясь традиционным ремеслам местных индейцев, таким как рыбалка и охота. Исповедовал местную религию, представляющее собой смесь католицизма и традиционных верований анишинаабе.
В 1912 году Пегамагабо получил материальную помощь от правительства, которая позволила ему получить образование. Тем летом работал на Министерство рыбного и морского хозяйства Канады на Великих озёрах в качестве вольнонаемного моряка пожарника.

### Военная карьера
С началом Первой мировой войны Пегамагабо записывается добровольцем в Канадский экспедиционный корпус, несмотря на дискриминацию со стороны Канадского правительства по отношению к национальным меньшинствам. Поступил на службу в 23-й Канадский полк. 
Получивший прозвище «Пегги» от своих сослуживцев, Фрэнсис участвовал во Второй битве при Ипре в апреле 1915 года. После Второй битвы при Ипре Фрэнсис в 1915 году получил звание младшего капрала. В июне 1916 года Френсис сражался в битве при горе Соррель, где он захватил множество немецких пленных. За время войны ему приписали захват примерно 300 пленных. Несколько месяцев спустя во время битвы на Сомме в 1916 году Френсис получил огнестрельное ранение в ногу.
Участвовал в Битве при Пашендейле (июль — ноябрь 1917 г.).

## В массовой культуре
Фрэнсису Пегамагабо посвящена песня Ghost in the Trenches группы Sabaton.